# Сіверянка (фабрика)

Сіверянка — сучасне багатопрофільне торгово-виробниче підприємство, що випускає спецодяг з резини. Розташоване у Чернігові.
Історія підприємства починається з 1969 року під назвою Чернігівська фабрика гумово-технічних виробів. У 1993 році колектив підприємства став його власником і підприємство перетворилося в ЗАТ ВТФ «Сіверянка». Після модернізації і реконструкції чисельність працюючих сягала 1300 осіб. Підприємство має власні виробничі потужності: багатопрофільне основне виробництво, центр моди «Лавіс», цілий ряд допоміжних служб, таких як механічний, енергетичний, автотранспортний, ремонтнобудівельний, деревообробний цехи, цех лиття виробів із пластмас і гуми, магазини та кафе.
ЗАТ ВТФ «Сіверянка» спеціалізується на випуску форменого одягу для державних і військових служб, а також випускає чоловічий та жіночий одяг широкого асортименту — костюмно-пальтові, плательно-блузочні, трикотажні вироби, спортивний одяг, також виробляє спецодяг для підприємств і організацій та продукцію з прогумованих тканин.
Структурний підрозділ центр моди «ЛАВІС» розробляє нові моделі чоловічого і жіночого одягу відповідно до сучасних напрямків моди. Розробка моделей виконується за допомогою комп'ютерних технологій. Серед номенклатури підприємства налічується близько тисячі моделей одягу. Справжньою гордістю підприємства став демонстраційний зал, де систематично проходять сезонні покази нових моделей.
На виробничих ділянках використовується сучасне європейське обладнання: «Дюркопп-Адлер АГ», «Джукі».
Замовниками продукції фірми, протягом багатьох років, є Міністерство оборони України, СБУ, МВС України, МНС України, Чорнобильська, Рівненська, Південноукраїнська АЕС, ВАТ «Чернігівавтодеталь», АТ «КримавтоГАЗ» та багато інших.
Діє цех з виробництва прогумованих тканин. Освоєно власне виробництво широкого асортименту двосторонніх і односторонніх прогумованих тканин, у тому числі плащ-накидочних, на основі натуральних і синтетичних каучуків, проклеєчних і транспортерних стрічок, клеїв для гуми.
Цех вигтовляє наступну продукцію:
- Спеціальне обмундирування для МО України (плащ-накидки, плащі постового);
- Тенти для автомобілів, ковдри;
- Човни надувні вантажопідйомністю від 100 до 1000 кг;
- Плоти рятувальні та ін
- Спецодяг для рибалок, метробудівників, шахтарів тощо за повним технологічним циклом, включаючи випуск фурнітури і комплектуючих.

Крім того виробляються товари широкого вжитку з гуми і пластмас.
Продукція продається в магазинах міст Чернігова, Києва, Ялти, Сімферополя, Луганська, Дніпропетровська, Запоріжжя, Одеси, Львова, Миколаєва, Трускавця, Тернополя, Донецька та ін.

## Пластикові бони
У 1996—1998 роках підприємство випустило серію   грошових сурогатів, із пластику,  які фактично, виконували фунцію харчових талонів для працівників. Ними частково виплачувалась заробітня плата.  Як засіб платежу їх використовували лише в магазині та їдальні на території фабрики.
|  | Бони були представлені чотирма номіналами. 10 копійок та 1 гривня поділяються на два різновиди за кольорами пластмас.                        | Бони були представлені чотирма номіналами. 10 копійок та 1 гривня поділяються на два різновиди за кольорами пластмас. | Бони були представлені чотирма номіналами. 10 копійок та 1 гривня поділяються на два різновиди за кольорами пластмас. |
|  | --- | --- | --- |
|  | Бони були представлені чотирма номіналами. 10 копійок та 1 гривня поділяються на два різновиди за кольорами пластмас.                        | Бони були представлені чотирма номіналами. 10 копійок та 1 гривня поділяються на два різновиди за кольорами пластмас. | Бони були представлені чотирма номіналами. 10 копійок та 1 гривня поділяються на два різновиди за кольорами пластмас. |
|  | Один із різновидів 10 копійок має три підрізновиди за типом листя на реверсі: 1. тонкий шрифт 2. товстий шрифт 3. товстий шрифт з подвоєнням | | |